# 1861 год
1861 (ты́сяча восемьсо́т шестьдеся́т пе́рвый) год  по григорианскому календарю — невисокосный год, начинающийся во вторник. Это 1861 год нашей эры, 1‑й год 7‑го десятилетия XIX века 2‑го тысячелетия, 2‑й год 1860‑х годов. Он закончился 164 года назад.
| Пн | Вт | Ср | Чт | Пт | Сб | Вс |
|    | 1  | 2  | 3  | 4  | 5  | 6  |
| 7  | 8  | 9  | 10 | 11 | 12 | 13 |
| 14 | 15 | 16 | 17 | 18 | 19 | 20 |
| 21 | 22 | 23 | 24 | 25 | 26 | 27 |
| 28 | 29 | 30 | 31 |    |    |    |

| Пн | Вт | Ср | Чт | Пт | Сб | Вс |
|    |    |    |    | 1  | 2  | 3  |
| 4  | 5  | 6  | 7  | 8  | 9  | 10 |
| 11 | 12 | 13 | 14 | 15 | 16 | 17 |
| 18 | 19 | 20 | 21 | 22 | 23 | 24 |
| 25 | 26 | 27 | 28 |    |    |    |

| Пн | Вт | Ср | Чт | Пт | Сб | Вс |
|    |    |    |    | 1  | 2  | 3  |
| 4  | 5  | 6  | 7  | 8  | 9  | 10 |
| 11 | 12 | 13 | 14 | 15 | 16 | 17 |
| 18 | 19 | 20 | 21 | 22 | 23 | 24 |
| 25 | 26 | 27 | 28 | 29 | 30 | 31 |

| Пн | Вт | Ср | Чт | Пт | Сб | Вс |
| 1  | 2  | 3  | 4  | 5  | 6  | 7  |
| 8  | 9  | 10 | 11 | 12 | 13 | 14 |
| 15 | 16 | 17 | 18 | 19 | 20 | 21 |
| 22 | 23 | 24 | 25 | 26 | 27 | 28 |
| 29 | 30 |    |    |    |    |    |

| Пн | Вт | Ср | Чт | Пт | Сб | Вс |
|    |    | 1  | 2  | 3  | 4  | 5  |
| 6  | 7  | 8  | 9  | 10 | 11 | 12 |
| 13 | 14 | 15 | 16 | 17 | 18 | 19 |
| 20 | 21 | 22 | 23 | 24 | 25 | 26 |
| 27 | 28 | 29 | 30 | 31 |    |    |

| Пн | Вт | Ср | Чт | Пт | Сб | Вс |
|    |    |    |    |    | 1  | 2  |
| 3  | 4  | 5  | 6  | 7  | 8  | 9  |
| 10 | 11 | 12 | 13 | 14 | 15 | 16 |
| 17 | 18 | 19 | 20 | 21 | 22 | 23 |
| 24 | 25 | 26 | 27 | 28 | 29 | 30 |

| Пн | Вт | Ср | Чт | Пт | Сб | Вс |
| 1  | 2  | 3  | 4  | 5  | 6  | 7  |
| 8  | 9  | 10 | 11 | 12 | 13 | 14 |
| 15 | 16 | 17 | 18 | 19 | 20 | 21 |
| 22 | 23 | 24 | 25 | 26 | 27 | 28 |
| 29 | 30 | 31 |    |    |    |    |

| Пн | Вт | Ср | Чт | Пт | Сб | Вс |
|    |    |    | 1  | 2  | 3  | 4  |
| 5  | 6  | 7  | 8  | 9  | 10 | 11 |
| 12 | 13 | 14 | 15 | 16 | 17 | 18 |
| 19 | 20 | 21 | 22 | 23 | 24 | 25 |
| 26 | 27 | 28 | 29 | 30 | 31 |    |

| Пн | Вт | Ср | Чт | Пт | Сб | Вс |
|    |    |    |    |    |    | 1  |
| 2  | 3  | 4  | 5  | 6  | 7  | 8  |
| 9  | 10 | 11 | 12 | 13 | 14 | 15 |
| 16 | 17 | 18 | 19 | 20 | 21 | 22 |
| 23 | 24 | 25 | 26 | 27 | 28 | 29 |
| 30 |    |    |    |    |    |    |

| Пн | Вт | Ср | Чт | Пт | Сб | Вс |
|    | 1  | 2  | 3  | 4  | 5  | 6  |
| 7  | 8  | 9  | 10 | 11 | 12 | 13 |
| 14 | 15 | 16 | 17 | 18 | 19 | 20 |
| 21 | 22 | 23 | 24 | 25 | 26 | 27 |
| 28 | 29 | 30 | 31 |    |    |    |

| Пн | Вт | Ср | Чт | Пт | Сб | Вс |
|    |    |    |    | 1  | 2  | 3  |
| 4  | 5  | 6  | 7  | 8  | 9  | 10 |
| 11 | 12 | 13 | 14 | 15 | 16 | 17 |
| 18 | 19 | 20 | 21 | 22 | 23 | 24 |
| 25 | 26 | 27 | 28 | 29 | 30 |    |

| Пн | Вт | Ср | Чт | Пт | Сб | Вс |
|    |    |    |    |    |    | 1  |
| 2  | 3  | 4  | 5  | 6  | 7  | 8  |
| 9  | 10 | 11 | 12 | 13 | 14 | 15 |
| 16 | 17 | 18 | 19 | 20 | 21 | 22 |
| 23 | 24 | 25 | 26 | 27 | 28 | 29 |
| 30 | 31 |    |    |    |    |    |

## События
- 4 февраля — образование Конфедеративных Штатов Америки.
- 26 февраля — в Австрийской империи издан Февральский патент, укрепивший центральную власть[1].
- 3 марта — в Петербурге император Александр II подписал «Манифест» об отмене крепостного права. Опубликован 5 марта[2].
- 17 марта — новый парламент провозглашает Итальянское королевство во главе с Виктором Эммануилом II.
- 12 апреля — Сражение за форт Самтер, начало Гражданской войны в США.
- 26 июня — В Загребе основана Хорватская партия права.
- 21 июля — Первое серьёзное сражение Гражданской войны в США произошло в Виргинии у железнодорожной станции Манассас, когда плохо обученные войска северян, перейдя ручей Булл-Ран, атаковали южан, но были вынуждены начать отступление, превратившееся в бегство.
- Сентябрь — октябрь — Давид Ливингстон снова посетил берега озера Ньясы; он двинулся на север по его западному берегу, тогда как его брат Чарльз следовал вдоль побережья на лодке. Далеко на север им продвинуться не удалось из-за недоверия местных жителей и штормов, возникших на озере. Ливингстон составил первую более-менее достоверную карту озера.
- 21 октября — Гражданская война в США: войска Союза под командованием генерала Дж. Б. Макклеллана были разбиты южанами у Боллс-Блаффа недалеко от американской столицы.
- 1 ноября — образованы 17 «первоначальных» округов штата Колорадо (США).
- 8 ноября — Гражданская война в США: в ходе морской блокады побережья Конфедерации был захвачен британский пароход «Трент», на борту которого находились эмиссары южан, что поставило США на грань войны с Великобританией.
- 8 декабря — высадив войска в порту Веракрус, коалиция Испании, Франции и Англии начала Интервенцию в Мексику.
- Османская империя признала образование Румынии (из объединившихся княжеств Молдавии и Валахии) при условии сохранения протектората над новым государством.
- Экспедиция Гранта-Спика в Центральной Африке. Путешественники взяли курс на северо-северо-запад в государство Карагве, а затем — в государство Буганде (Уганда). По пути участники открыли вулканические горы Мфумбиро (Муфумбиро, Вирунга), которые возвышались далеко на западе, на территории Руанды. Здесь же британские путешественники открыли реку Кагера, главный приток озера Виктория.
- Во второй половине года тайпинская армия Ли Сючэна прошла через Цзянси в Хубэй и оттуда вернулась в Чжэцзян. Армия Чэнь Юйчэна не смогла снять осаду Аньцина, и эта главная крепость, прикрывавшая Нанкин с запада, была в сентябре взята войсками Цзэн Гофаня. Это был крупнейший успех цинских войск: начав наступление на Нанкин, они захватывали один город за другим, в то время как армия Чэнь Юйчэна, отступая, теряла территории севернее Янцзы.
- Тихон Задонский причислен к лику святых Русской православной церковью.
- В Санкт-Петербурге директором Императорского Ботанического сада Э. Л. Регелем и садовником Я. К. Кессерлингом создан частный Помологический сад[3].

## Родились
См. также: Категория:Родившиеся в 1861 году
- 6 января — Отто Лехер — австрийский юрист и политик; депутат Национального совета Австрии.
- 7 января — Иван Александрович Шмидт фон дер Лауниц, генерал-лейтенант РИА, изобретатель и педагог.
- 27 февраля — Штейнер, Рудольф, немецкий философ-мистик, писатель.
- 23 апреля — Эдмунд Генри Хинмен Алленби (1-й виконт Алленби), британский фельдмаршал, командующий британскими войсками во Франции, Египте и Палестине в период Первой мировой войны, британский верховный комиссар в Египте и Судане в 1919—1925 годах (ум. 1936).
- 11 июня — Сигизмунд Владиславович Заремба, композитор.
- 26 августа — Блаженный Сеферино, покровитель цыган в католичестве.
- 10 октября — Фритьоф Нансен (ум. 1930), норвежский полярный исследователь, первым пересёкший Гренландию на лыжах, лауреат Нобелевской премии мира 1922 года.
- 24 октября — Алексей Максимович Каледин, русский военачальник, генерал от кавалерии, деятель Белого движения (ум. 1918).
- 2 ноября — Князь Георгий Евгеньевич Львов, русский общественный и политический деятель, после Февральской революции был председателем Совета Министров Российской империи и Временного правительства.
- 16 ноября — Арвид Ярнефельт — финский писатель.
- 19 ноября — Эрнст Теодор Бааш — немецкий историк и публицист.
- 22 ноября — Сергий (Васильков), архиепископ Новосибирский.
- 5 декабря — Константин Алексеевич Коровин, русский художник (ум. 1939).
- 21 декабря — Беренд Пикк, немецкий нумизмат.

## Скончались
См. также: Категория:Умершие в 1861 году

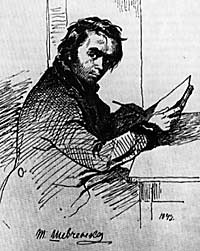
Шевченко

- 2 января — Фридрих Вильгельм IV, прусский король (с 1840) из династии Гогенцоллернов.
- 29 января — Гор, Кэтрин Грейс Фрэнсис (р. 1799), английская писательница.
- 10 марта — Тарас Григорьевич Шевченко, украинский поэт (род. 1814).
- 23 апреля — Алексей Петрович Ермолов (род. 1777), русский военачальник и государственный деятель.
- 19 мая — Вера Молчальница, монахиня Сыркова Девичьего монастыря, которую легенда дома Романовых отождествляет с императрицей Елизаветой Алексеевной, женой Александра I.
- 29 мая — Иоахим Лелевель, польский историк и политический деятель (род. 1786).
- 6 июня — Камилло Бензо Кавур, один из руководителей объединения Италии, первый премьер-министр Италии (род. 1810).
- 15 июля — Адам Чарторыйский, польский и российский государственный деятель (род. 1770).
- 22 сентября — Эрнст Фридрих Цвирнер, немецкий архитектор (род. в 1802).
- 28 октября — Иван Саввич Никитин, русский поэт (род. 1824).
- 29 ноября — Николай Александрович Добролюбов, русский литературный критик (род. 1836).
- 24 декабря — Жан-Антуан-Симеон Форт (род. 1793), французский художник.